# Naram-Sin

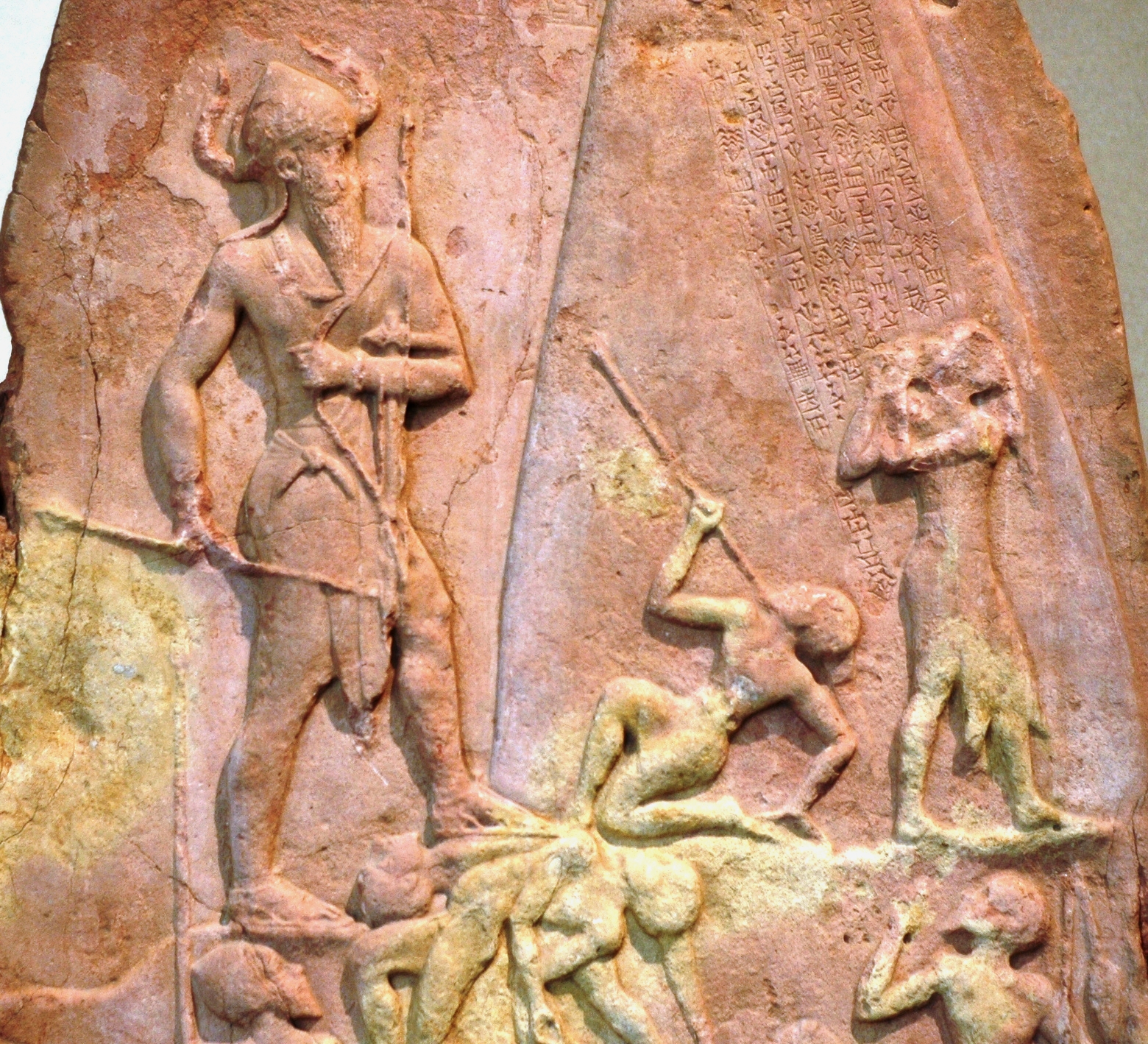
Stela de la Naram-Sin

Suveran al Imperiului Akkadian (n. 2291 î.Hr. - d. 2254 î.Hr.). Cea mai cunoscută personalitate după Sargon I. Domnia sa marchează apogeul imperiului.